# کریم‌نگر
شهر کریم‌نگر (به انگلیسی: Karimnagar) با جمعیت ۲۵۹٫۶۰۲ نفر در ایالت آندرا پرادش در کشور هند واقع شده‌است.